# Muzeum města Police nad Metují
Muzeum města Police nad Metují je umístěno v prvním patře benediktinského kláštera, v místnostech původně určených pro pobyt opata, jejichž součástí je i soukromá secesní opatova kaple. 
Muzeum vzniklo v roce 1946 jako památník města Police nad Metují. V roce 1993 zde byla nainstalována expozice dějin města. Rozsáhlejší doplnění a uspořádání expozice proběhlo v roce 2007. Expozice věnovaná řemeslům a spolkům v roce 2021 putovala do depozitářů.
Nové expozice v prostoru někdejších depozitářů byly zpřístupněny v roce 2023.
V současné době (2024) prostory spravuje Muzeum Náchodska.

## Expozice
Během prohlídky se lze podívat do prostor opatova bytu, jenž byl zrenovován v roce 2023, a do dvou moderních audiovizuálních expozic: 
- Benediktinské Policko – příběh z dob středověké kolonizace
- Lidová zbožnost – kraj poutních míst, zázračných studánek a pověstí

Tyto expozice vytvořil vizuální umělec Richard Loskot a nesou název  a obě netradiční formou provázejí historií Policka a vyzdvihují klíčové milníky.